# Louis Fenton
Louis Fenton (nascut el 3 d'abril de 1993) és un futbolista neozelandès que actualment juga com a centrecampista pel Wellington Phoenix de l'A-League.

## Trajectòria esportiva
Fenton començà la seva carrera esportiva com a futbolista de l'equip juvenil del Team Wellington. Amb l'equip juvenil va estar-hi fins al juliol de 2011, data en què fou ofert un contracte per l'equip professional del Team Wellington.
Va debutar pel Team Wellington en un partit contra l'Otago United el 23 d'octubre de 2011 i uns mesos després, el 15 de gener de 2012, Fenton va marcar el seu primer gol per l'equip en un partit contra el Hawke's Bay United. Al llarg de la temporada en la lliga ha jugat en 12 partits i ha marcat 8 gols, essent així dels màxims golejadors aquella temporada. A més, aquella temporada la Federació de Futbol de Nova Zelanda el va anomenar com a part de l'equip del mes de la lliga en els mesos de desembre/gener i febrer.
El 19 de setembre de 2012 va ser anunciat que Fenton fou fitxat per part del Wellington Phoenix, l'únic equip neozelandès en la lliga australiana A-League. El contracte fou acordat d'ésser per una durada de tres anys.

## Palmarès
- Copa White Ribbon (1): 2011-12.